# Helicoconis salti
Helicoconis salti är en insektsart som beskrevs av Douglas E. Kimmins 1950. Helicoconis salti ingår i släktet Helicoconis och familjen vaxsländor. Inga underarter finns listade i Catalogue of Life.